# Presentazione di Maria Santissima
Presentazione di Maria Santissima, conhecida também como Chiesa delle Suore della Presentazione, era uma capela conventual que ficava localizada na altura do número 13 da Via Milano, no rione Trevi de Roma. Era dedicada a Nossa Senhora da Luz. Foi demolida em 1901 para permitir a construção da abertura sul do Túnel Umberto I.

## História
As Suore di carità domenicane della Presentazione della Santa Vergine ("Irmãs da Caridade Dominicanas da Apresentação da Santa Virgem") era originárias da França, onde a fundadora, a beata Marie Poussepin, fundou o primeiro convento em Sainville em 1690. O primeiro convento da ordem em Roma foi fundado na Via Milano em 1887 como parte de um novo projeto de desenvolvimento urbano que incluía o Palazzo delle Esposizioni, completado em 1883. As irmãs fundaram ali um orfanato para garotas deficientes e abriram sua pequena capela para o público.
Porém, o local se revelou mal escolhido. Planos já haviam sido traçados para a abertura do Túnel Umberto I, um túnel rodoviário sob o monte Quirinal com a abertura sul no final da Via Milano, justamente onde ficava o convento. Quando a proposta foi aprovada, o convento foi condenado. Ele foi demolido em 1901 como parte das obras preparatórias e o túnel foi inaugurado em 1901. Ele existiu por apenas quatorze anos. As irmãs se mudaram para um impressionante edifício de três andares neobarroco na Via di Sant'Agata dei Goti, 10, que foi batizado de "Il Rosario". Teoricamente o convento ainda funciona no local, mas, na prática, o local funciona como um albergue de peregrinos.
A sede internacional da congregação fica numa villa suburbana na Via Valdieri. 

## Descrição
Mariano Armellini, escrevendo em 1891, apenas menciona que a peça-de-altar do único altar da capela representava o Sagrado Coração de Jesus acompanhado por São Pedro e São Paulo. 